# Joseph Hurard
Pour les articles homonymes, voir Hurard.
Joseph Hurard, né le 3 août 1887 à Avignon et mort le 18 février 1956 à Martigues, est un artiste peintre. 
Élève de Pierre Grivolas, Vionnet et Jules Flour à l'École des Beaux-Arts d'Avignon.

## Biographie
Né à Avignon en 1887, il travaille tout d'abord dans une droguerie. Vendant toiles et couleurs aux artistes avignonnais, il les retrouve le dimanche pour peindre avec eux. Son talent remarqué, il fait partie du « Groupe des Treize » créé en 1912 par Clément Brun dont il est le benjamin. Il se lie d'amitié avec Joseph Meissonnier et participe avec le groupe à une première exposition le 21 décembre 1912 qui connait un franc succès, suivie d'une seconde exposition le 18 décembre 1913, qui est aussi la dernière du Groupe. 
Dans ce creuset, il fréquente des ainés déjà touchés par la renommée comme Lina Bill ou Auguste Chabaud. Parmi les dessinateurs les plus doués de sa génération, peignant avec une facilité déconcertante, il se fait rapidement remarquer. Malheureusement Hurard n'ira pas étudier aux Beaux-Arts ce que nous pouvons regretter car vraisemblablement il aurait été l'un des plus grands peintres de son temps. Il décède à Martigues en 1956.

## Œuvres majeures
Huile
- Charrette sur le chemin
- Martigues, sortie du port
- La Tour Philippe Le Bel à Avignon, datée 1918, 54 × 77 cm, collection privée (France)
- Les Remparts d'Avignon
- Venise
- Port de Méditerranée
- Marseille, Entrée du Vieux-Port
- Soleil levant aux Martigues
- Visite au grand-père, 138 × 180 cm (musée de Martigues)
- Vue des Martigues à la tombée de la nuit, 52 × 94 cm, collection privée (France)
- Printemps en Provence

Aquarelle
- La halle en Avignon
- Le Vieux Port de Marseille
- Berger et son troupeau
- La rue des Teinturiers
- Portrait de femme
- L'Oratoire à Avignon
- Le Marché aux fleurs à Villeneuve-lès-Avignon

## Salons, expositions
- Exposition à la Société Nationale des Beaux-Arts,Paris
- Exposition au Salon des Indépendants,Paris
- Rétrospective à Martigues en 1956

## Musées
- Musée Ziem à Martigues